# Véra Valmont
Véra Valmont (* 31. Januar 1934 in Argenteuil) ist eine französische Schauspielerin.
Valmont begann ihre Filmkarriere 1957, als Regisseur André Hunebelle sie für eine Rolle in Casino de Paris verpflichtete. Bis 1975 war sie in rund 20 Kinowerken zu sehen; daneben spielte sie oft Theater – u. a. neben Pierre Brasseur –, was sie auch nach Deutschland und Italien brachte. Nach ihren Anfängen in kleineren Komödien war sie nach 1966 bis zu ihrem Rückzug aus der Branche häufig in erotischen und pornografienahen Filmen zu sehen.

## Filmografie (Auswahl)
- 1957: Casino de Paris (Casino de Paris)
- 1957: Paris tabu (Mademoiselle Strip-tease)
- 1959: Die schöne Lügnerin
- 1960: Der Tod trägt keinen Smoking (Alibi pour un meurtre)
- 1962: Wir bitten zu Bett (Les petits matins)
- 1964: Ein Toter hing am Glockenseil (La cripta e l’incubo)
- 1966: Geißeln der Erotik (La peur et l’amour)
- 1974: L’arrière-train sifflera trois fois
- 1974: Règlements de femmes à OQ Corral